# Alexie Gilmore
Alexie Gilmore, née à Manhattan (New York), est une actrice et productrice américaine.

## Filmographie

### Comme actrice
- 2000 : Lisa Picard Is Famous
- 2005 : Rescue Me : Les Héros du 11 septembre (série télévisée) : Dawn
- 2005 : The Anger Eater (court métrage) : Liz
- 2005 : Nicky's Game (court métrage) : Tatiana
- 2006 : Find Love : She
- 2006 : Conviction (série télévisée) : Kelly Kovacs
- 2006 : Love Monkey (série télévisée) : Mary Dee Johnson
- 2006 : Cosa Bella (court métrage) : Belle
- 2006 : La Star de la famille (série télévisée) : Amber
- 2006 : The Devil Wears Prada : Clacker
- 2007 : New York, section criminelle (série télévisée) : Regan Hanson
- 2007 : She Likes Girls
- 2007 : Descent : Seline
- 2007 : The Babysitters : Jill
- 2007 : I Do & I Don't : Cheryl Murphy
- 2008 : Un jour, peut-être : Olivia
- 2008 : Wainy Days (série télévisée) : Tamara
- 2008 : New Amsterdam (série télévisée) : docteure Sara Dillane
- 2008 : The 27 Club : Anna
- 2008 : Surfer, Dude : Danni Martin
- 2009 : Frank the Rat : Sue
- 2009 : World's Greatest Dad : Claire Reed
- 2009 : Cupid (en) (série télévisée) : Sarah 'Sweet Jane' Porter
- 2009 : Mercy : Chris
- 2009 : Nurse Jackie (série télévisée) : Amy Greenfield
- 2009 : Private Practice (série télévisée) : Sarah Freemont
- 2009 : Grey's Anatomy (série télévisée) : Sarah Freemont
- 2010 : Médium (série télévisée) : Gretchen Morgan
- 2010 : Ghost Whisperer (série télévisée) : Julie Kale
- 2010 : Burn Notice (série télévisée) : Claire Baruchel
- 2011 : Svetlana (série télévisée) : Monica
- 2011 : Brief Reunion : Lea
- 2011 : God Bless America : Morning Show Host
- 2011 : Dr House (série télévisée) : Ainsley Barton
- 2012 : Hawaii 5-0 (série télévisée) : Vanessa Palmer
- 2012 : Sexy Daddy (court métrage)
- 2012 : Fairhaven (en) : Angela
- 2012 : 2nd Serve : Sherry
- 2012 : CSI: Crime Scene Investigation (série télévisée) : Linda Burns
- 2013 : 90210 (série télévisée) : Elizabeth McManus
- 2013 : Willow Creek : Kelly
- 2013 : Labor Day : Marjorie
- 2013 : Carlos Spills the Beans : Rebecca
- 2014 : Castle (série télévisée) : Anita Miller
- 2014 : Always Woodstock : Sally
- 2014 : Believe (série télévisée) : Sarah
- 2014 : Legends (série télévisée) : Serena Milloy
- 2014 : Person of Interest (série télévisée) : Rachel Farrow
- 2015 : Maron (série télévisée) : Linda
- 2015 : Quality Time (série télévisée) : Lizzie
- 2015 : The Grinder (série télévisée) : Vanessa Gerhart
- 2015 : CSI: Cyber (série télévisée) : Devon Atwood
- 2016 : Lopez (série télévisée) : Sheila
- 2016 : Woman Child (court métrage) : Malynn Winecott
- 2017 : Bones (série télévisée) : Cornelia Mills
- 2017 : The Magicians (série télévisée) : Cindy Gaines
- 2017 : Espionage Tonight : Elizabeth Geary
- 2017 : The Adventures of Piñata and Skyla (série télévisée) : Skyla

### Comme productrice
- 2013 : Willow Creek
- 2016 : American Bigfoot (court métrage documentaire)